# Spencer Sautu
Spencer Sautu (5 ottobre 1994) è un calciatore zambiano, attaccante dei Green Eagles.

## Carriera

### Club
Ha sempre giocato nel campionato zambiano con le Green Eagles.

### Nazionale
Ha esordito in nazionale nel 2014.

## Palmarès

### Nazionale
- Coppa COSAFA: 1

2022